# Rudka, Dunaiivți
Rudka (în ucraineană Рудка) este o comună în raionul Dunaiivți, regiunea Hmelnîțkîi, Ucraina, formată numai din satul de reședință.

## Demografie
Componența lingvistică a comunei Rudka
     Ucraineană (99,19%)
     Alte limbi (0,82%)
Conform recensământului din 2001, majoritatea populației comunei Rudka era vorbitoare de ucraineană (99,19%), existând în minoritate și vorbitori de alte limbi.